# ویل کالهون
ویل کالهون (انگلیسی: Will Calhoun؛ زادهٔ ۲۲ ژوئیهٔ ۱۹۶۴) موسیقی‌دان اهل ایالات متحده آمریکا است. وی از سال ۱۹۸۲ میلادی تاکنون مشغول فعالیت بوده است.

## اوایل زندگی
دبیرستان بانکداری در بانکداری، کالیفرنیا، و سه سال بیسبال را به عنوان یک بازیکن مرکزی برای تیم برنج خلیج تامپا در دور هفدهم پیش نویس لیگ برتر بیسبال ۲۰۱۳ به پایان رساند، اما با ریس، قرارداد امضا نکرد. او در سال ۲۰۱۷ توسط یک تیم لیگ برتر بیسبال با رنجرز دعوت شد و تا سال ۲۰۲۲ با آنها بازی کرد.

## حرفه
او یک بازیکن حرفه ای است و لس آنجلس داجرز کالهون را در چهارمین دور پیش نویس لیگ برتر بیسبال ۲۰۱۵، انتخاب کرد. او توسط داجرز برای پاداش امضای بیش از ۳۳۸ هزار دلار انتخاب شد و برای اولین بار با اوگدن رپتورز که برای آنها ستاره نیمه فصل در لیگ پایونیر بود بازی کرد و بعداً به گریت لیکس لونز و رانچو کوکامونگا کویکس ارتقا یافت.